# Wladimir Nikolajewitsch Koschljakow
Wladimir Nikolajewitsch Koschljakow (russisch Владимир Николаевич Кошляков, ukrainisch Володимир Миколайович Кошляков, * 21. Dezember 1922 in Simferopol; † 16. Februar 2009 in Kiew) war ein russisch-sowjetischer Mechaniker und Mathematiker.

## Leben
Er wurde als Sohn des Mathematikers Nikolai Sergejewitsch Koschljakow in Simferopol geboren. Er studierte bis 1948 am Institut für Feinmechanik und Optik (ITMO) in Leningrad, wo er anschließend bis 1951 tätig war. Von 1952 bis 1963 arbeitete er in verschiedenen Forschungseinrichtungen in Moskau. 1961 verteidigte er seine Doktor-Dissertation (entspricht der Habilitation). 1963 wechselte er an das Institut für Mathematik der Akademie der Wissenschaften der Ukrainischen SSR. 1963 erhielt er einen Lehrstuhl an der Universität Kiew. 1978 wurde er Professor am Kiewer Polytechnischen Institut, wo er bis zu seiner Emeritierung lehrte.
Schwerpunkte seiner wissenschaftlichen Arbeit waren die Anwendung mathematischer Methoden in der Mechanik, die Kreiseltheorie und die Theorie und Praxis der Kreiselinstrumente (Gyroskope), speziell Methoden der Fehlerkompensation unter Bedingungen des Manövrierens von Schiffen.
1978 wurde er korrespondierendes und 1992 Vollmitglied der Nationalen Akademie der Wissenschaften der Ukraine. 1976 erhielt er den Staatspreis der UdSSR.
Sein Bruder Michail Nikolajewitsch Koschljakow studierte Geographie in Leningrad und wurde ein bekannter Ozeanograph.